# Singing Guns
Pour plus de détails, voir Fiche technique et Distribution.
Singing Guns est un film américain réalisé par R. G. Springsteen, sorti en 1950.
Le film a été nommé pour l'Oscar de la meilleure chanson originale lors de la cérémonie des Oscars 1951 pour la chanson Mule Train (paroles et musique : Fred Glickman, Hy Heath et Johnny Lange)

## Fiche technique
- Titre : Singing Guns
- Réalisation : R. G. Springsteen
- Scénario : Dorrell McGowan et Stuart E. McGowan d'après le roman de Max Brand
- Photographie : Reggie Lanning
- Musique : Nathan Scott
- Montage : Richard L. Van Enger
- Pays d'origine :  États-Unis
- Format : Couleur (Technicolor) — 35 mm — 1,37:1 — Son : Mono
- Genre : Western
- Dates de sortie :
  - États-Unis : 28 février 1950

## Distribution
- Vaughn Monroe : Rhiannon
- Ella Raines : Nan Morgan
- Walter Brennan : Dr. Jonathan Mark
- Ward Bond : Sheriff Jim Caradac
- Jeff Corey : Richards
- Barry Kelley : Mike Murphy
- Harry Shannon : Juge Waller
- Rex Lease : Conducteur de la diligence
- George Chandler : Smitty, le joueur de piano
- Elinor Donahue : la fille de Mike Murphy
- Denver Pyle : Richards Henchman
- John Doucette